# Bankekinds och Skärkinds kontrakt
Bankekinds och Skärkinds kontrakt var ett kontrakt i Linköpings stift inom Svenska kyrkan. Kontraktet upphörde 31 december 1991.

## Administrativ historik
Kontraktet bildades 1 juli 1940 av
från hela Bankekinds kontrakt där församlingarna senare överfördes till Kinds och Åtvids kontrakt vid upplösningen
- Bankekinds församling som före 1904 benämndes Svinstads församling
- Askeby församling
- Örtomta församling
- Åtvids församling
- Grebo församling
- Värna församling
- Vårdsbergs församling som 1925 överfördes till Domprosteriet, återförs därifrån 1961 men återgår dit 1978

från hela Skärkinds kontrakt
- Björsäters församling som överfördes till Kinds och Åtvids kontrakt vid upplösningen
- Yxnerums församling som överfördes till Kinds och Åtvids kontrakt vid upplösningen
- Skärkinds församling som överfördes till Norrköpings kontrakt vid upplösningen
- Östra Ryds församling som överfördes till Vikbolands och Hammarkinds kontrakt vid upplösningen
- Gårdeby församling som överfördes till Vikbolands och Hammarkinds kontrakt vid upplösningen
- Gistads församling som 1932 överförs till Domprosteriet

Från en del av Hammarkinds kontrakt (som redan från 1932 enligt källorna för Hammarkinds kontrakt tillförts Skärkinds kontrakt)
- Västra Husby församling som överfördes till Vikbolands och Hammarkinds kontrakt vid upplösningen

1962 tillfördes från Norrköpings kontrakt
- Kimstads församling som återfördes dit 1992 vid upplösningen

## Kontraktsprostar
| Ämbetstid | Namn             | Levnadstid | Övrigt                              |
| --------- | ---------------- | ---------- | ----------------------------------- |
| 1940–1942 | Axel Klefbeck    | 1871–1942  | Kyrkoherde i Skärkinds församling.  |
| 1942–1950 | Hilding Berggren | 1890–1967  | Kyrkoherde i Björsäters församling. |
| 1966–1970 | Eric Nilsson     | 1908–1997  | Kyrkoherde i Åtvids församling.     |
| 1973–1978 | Sven Norlin      | 1917–      | Kyrkoherde i Östra Ryds församling. |
| 1982–1984 | Arne Nilsson     | 1921–      | Kyrkoherde i Åtvids församling.     |